# Балтийски път
Балтийският път (на естонски: Balti kett, букв. – „Балтийска верига“; на латвийски: Baltijas ceļš; на литовски: Baltijos kelias; на руски: Балтийский путь) е мирна демонстрация, проведена в Прибалтийските републики на 23 август 1989 г. Част е от Пеещата революция.
Между 1,5 и 2 милиона жители на Естония, Латвия и Литва (при обща численост на населенията им около 7 милиона) образуват жива верига, дълга около 600 km и обхващаща трите съюзни републики, като минава през съответните им столици: Талин, Рига и Вилнюс. Мероприятието е проведено на 50-годишнината от подписването на пакта Рибентроп-Молотов между Нацистка Германия и Съветския съюз. Секретните протоколи на пакта разделят Европа на сфери на влияние. Целта е привличането на вниманието на света върху историческите събития, довели до анексирането на Балтийските републики от СССР, както и върху желанието на Балтийските републики да придобият независимост от СССР. Събитието също така илюстрира чувството на солидарност между трите държави в борбата срещу незаконната съветска окупация. Организиран от Народния фронт на Естония, Народния фронт на Латвия и литовската Саюдис, протестът поставя въпроса за Балтийската независимост не толкова като политически проблем, а като морален такъв. Правителството на СССР отговаря с крайна реторика и не прави нищо съществено за стоплянето на отношенията между Съветския съюз и Балтийските републики. 6 месеца след демонстрацията, Литва става първата република, която излиза от състава на СССР и обявява независимост.

След падането на комунистическите режими в Източна Европа, 23 август става официален възпоменателен ден в Балтийските държави и в Европейския съюз. Познат е като Европейски ден в памет на жертвите на сталинизма и нацизма.